# Carl Emmermann
Carl Emmermann (Hamburgo, 6 de março de 1915 — Celle, 25 de março de 1990) foi um comandante de U-Boot que serviu na Kriegsmarine durante a Segunda Guerra Mundial.

## Sumário da carreira

### Condecorações
- Cruz de Ferro (1939)
  - 2ª classe (19 de março de 1941)[2][3]
  - 1ª classe (2 de agosto de 1941)[2][3]
- Distintivo de Submarinos de Guerra (2 de agosto de 1941)[2]
  - com Diamantes (1 de outubro de 1943)[2]
- Cruz de Mérito de Guerra
  - 2ª classe com Espadas (1 de setembro de 1944)[2]
- Distintivo de Submarinos da Frente (1 de outubro de 1944)[2]
- Cruz de Cavaleiro da Cruz de Ferro (27 de novembro de 1942) como Kapitänleutnant e comandante do U-172[4][5]
  - 256ª Folhas de Carvalho (4 de julho de 1943) como Kapitänleutnant e comandante do U-172[4][5]

### Promoções
- 8 de abril de 1934 – Offiziersanwärter
- 1 de julho de 1935 – Fähnrich zur See
- 1 de janeiro de 1937 – Oberfähnrich zur See
- 1 de abril de 1937 – Leutnant zur See (segundo-tenente)
- 1 de abril de 1939 – Oberleutnant zur See (primeiro-tenente)
- 1 de outubro de 1941 – Kapitänleutnant (capitão-tenente)
- 1 de dezembro de 1944	– 'Korvettenkapitän (capitão de corveta)

### Patrulhas
| Nº    | U-Boot | Partida                 | Partida | Chegada                | Chegada | Dias     | Tonelagem (GRT) |
| ----- | ------ | ----------------------- | ------- | ---------------------- | ------- | -------- | --------------- |
| 1     | U-172  | 22 de abril de 1942     | Kiel    | 3 de maio de 1942      | Lorient | 12 dias  |                 |
| 2     | U-172  | 11 de maio de 1942      | Lorient | 21 de julho de 1942    | Lorient | 72 dias  | 40 619          |
| 3     | U-172  | 19 de agosto de 1942    | Lorient | 27 de dezembro de 1942 | Lorient | 131 dias | 60 048          |
| 4     | U-172  | 21 de fevereiro de 1943 | Lorient | 17 de abril de 1943    | Lorient | 56 dias  | 28 467          |
| 5     | U-172  | 29 de maio de 1943      | Lorient | 7 de setembro de 1943  | Lorient | 102 dias | 22 946          |
| Total | Total  | Total                   | Total   | Total                  | Total   | 373 dias | 152 080         |